# Luis Fernando Herrera
Luis Fernando Herrera (Medellín, 12 juni 1962) is een Colombiaans oud-voetballer, die speelde als verdediger. Hij beëindigde zijn profcarrière in 1996.

## Clubcarrière
Herrera, bijgenaamd Chonto, speelde verreweg het grootste deel van zijn carrière voor Atlético Nacional, met uitzondering van het seizoen 1986, toen hij de kleuren verdedigde van de latere kampioen América de Cali.

## Interlandcarrière
Herrera speelde 61 interlands (één doelpunt) voor Colombia in de periode 1987-1996. Hij maakte zijn debuut voor de nationale ploeg op 11 juni 1987 in de vriendschappelijke thuiswedstrijd tegen Ecuador (1-0). Het betrof het eerste duel onder leiding nieuwe Colombiaanse bondscoach Francisco Maturana en tevens het debuut van doelman René Higuita, Mario Coll, Alexis Mendoza, Juan Jairo Galeano, John Jairo Tréllez en Luis Carlos Perea voor Colombia. Herrera nam met zijn vaderland tweemaal deel aan het WK voetbal (1990 en 1994), en aan drie edities van de strijd om de Copa América: 1987, 1991 en 1993.

## Erelijst
América de Cali
- Copa Mustang

1986
 Atlético Nacional
- Copa Mustang

1991, 1994
- Copa Libertadores

1989
- Copa Interamericana

1990